# Легка атлетика на літній Спартакіаді УРСР 1979
Змагання з легкої атлетики на VII літній Спартакіаді УРСР проходили у Донецьку на стадіоні «Локомотив»: 18-21 червня змагались жінки, а 22-25 червня — чоловіки.
За традицією, на змаганнях одночасно були розіграні медалі чемпіонату УРСР з легкої атлетики.
Республіканські чемпіонати з інших дисциплін легкої атлетики, в тому числі за програмою Спартакіади УРСР, були проведені окремо.

## Основна програма Спартакіади

### Чоловіки
| Дисципліни                | Золото                                                                              | Золото    | Срібло                                                                                | Срібло    | Бронза                                                                    | Бронза    |
| ------------------------- | ----------------------------------------------------------------------------------- | --------- | ------------------------------------------------------------------------------------- | --------- | ------------------------------------------------------------------------- | --------- |
| 100 метрів                | Сергій Голіус Харківська обл.                                                       | 10,3      | Віталій Цехович Київ                                                                  | 10,4      | Анатолій Соломко Дніпропетровська обл.                                    | 10,4      |
| 200 метрів                | Олексій Голоурний Київ                                                              | 21,2      | Сергій Голіус Харківська обл.                                                         | 21,2      | Леонід Носарчук Волинська обл.                                            | 21,4      |
| 400 метрів                | Павло Рощин Одеська обл.                                                            | 47,3      | Володимир Білоконь Київ                                                               | 47,4      | Олександр Любченко Дніпропетровська обл.                                  | 47,6      |
| 800 метрів                | Валерій Лісков Харківська обл.                                                      | 1.48,3    | Валерій Звигольський Дніпропетровська обл.                                            | 1.48,9    | Анатолій Печериця Кримська обл.                                           | 1.49,4    |
| 1500 метрів               | Петро Анисим Вінницька обл.                                                         | 3.41,1    | Сергій Шаповалов Харківська обл.                                                      | 3.44,0    | Володимир Білецький Харківська обл.                                       | 3.44,3    |
| 5000 метрів               | Володимир Шестеров Харківська обл.                                                  | 13.45,8   | Ігор Браславський Дніпропетровська обл.                                               | 13.52,5   | Анатолій Колесов Київська обл.                                            | 13.52,8   |
| 10000 метрів              | Володимир Шестеров Харківська обл.                                                  | 28.54,0   | Ігор Браславський Дніпропетровська обл.                                               | 28.56,6   | Валерій Соловей Київ                                                      | 29.06,4   |
| 110 метрів з бар'єрами    | В'ячеслав Найденко Київ                                                             | 13,7      | Степан Кузів Львівська обл.                                                           | 13,8      | Володимир Липов Київ                                                      | 14,0      |
| 400 метрів з бар'єрами    | Микола Васильєв Київ                                                                | 50,0      | Валерій Машковський Київ                                                              | 50,4      | Віктор Рогозянський Харківська обл.                                       | 51,4      |
| 3000 метрів з перешкодами | Олександр Величко Закарпатська обл.                                                 | 8.35,7    | Микола Шаблій Дніпропетровська обл.                                                   | 8.35,7    | Сергій Олізаренко Одеська обл.                                            | 8.38,5    |
| 4×100 метрів              | Харківська обл.Віктор Павленко І. Калінін Юрій Соїн Сергій Голіус                   | 40,1      | КиївСергій Пасько Геннадій Кочегаров Олексій Голоурний Віталій Цехович                | 40,4      | Волинська обл.Анатолій Бердников Іван Мартинов Леонід Носарчук А. Морозюк | 40,6      |
| 4×200 метрів              | Кримська обл.                                                                       | 1.24,2    | Харківська обл.                                                                       | 1.25,0    | Донецька обл.                                                             | 1.26,0    |
| 4×400 метрів              | КиївВолодимир Білоконь Валерій Сташук Микола Васильєв В. Московський                | 3.09,4    | Дніпропетровська обл.Олександр Любченко С. Краснопьоров Валерій Бойчук Сергій Щеголєв | 3.10,5    | Одеська обл.Павло Рощин В. Колосов В'ячеслав Динісюк В. Рудой             | 3.12,7    |
| 4×800 метрів              | Кримська обл.О. Рябошенко Олександр Прудський Олександр Матюшенко Анатолій Печериця | 7.21,2    | Харківська обл.                                                                       | 7.24,1    | Київська обл.                                                             | 7.24,6    |
| Ходьба 20000 метрів       | Микола Вінниченко Харківська обл.                                                   | 1:26.59,7 | Володимир Голубничий Сумська обл.                                                     | 1:27.44,0 | Віктор Чернов Житомирська обл.                                            | 1:28.39,0 |
| Стрибки у висоту          | Сергій Сенюков Чернівецька обл.                                                     | 2,24      | Валерій Лебедюк Львівська обл.                                                        | 2,14      | Сергій Кухар Закарпатська обл.                                            | 2,14      |
| Стрибки з жердиною        | Валерій Ткаченко Донецька обл.                                                      | 5,35      | Євген Тананика Харківська обл.                                                        | 5,30      | Олександр Арендар Черкаська обл.                                          | 5,30      |
| Стрибки в довжину         | Анатолій Ільїн Київська обл.                                                        | 7,77      | Василь Галіней Львівська обл.                                                         | 7,71      | Валерій Пасечник Дніпропетровська обл.                                    | 7,65      |
| Потрійний стрибок         | Олександр Яковлєв Київ                                                              | 16,60     | Павло Лобанов Запорізька обл.                                                         | 16,40     | Леонід Левченко Кіровоградська обл.                                       | 16,39     |
| Штовхання ядра            | Володимир Кисельов Полтавська обл.                                                  | 19,90     | Анатолій Ярош Ворошиловградська обл.                                                  | 19,90     | Сергій Соломко Хмельницька обл.                                           | 19,20     |
| Метання диска             | Володимир Зінченко Запорізька обл.                                                  | 58,88     | Віктор Журба Ворошиловградська обл.                                                   | 58,88     | Володимир Думов Вінницька обл.                                            | 58,02     |
| Метання молота            | Сергій Іщенко Львівська обл.                                                        | 74,84     | Євген Карсак Одеська обл.                                                             | 73,18     | Валерій Валентюк Харківська обл.                                          | 72,66     |
| Метання списа             | Василь Єршов Запорізька обл.                                                        | 82,80     | Анатолій Жеребцов Одеська обл.                                                        | 81,34     | Сергій Стеценко Черкаська обл.                                            | 78,70     |
| Десятиборство             | Петро Климов Черкаська обл.                                                         | 7788      | Костянтин Була Київ                                                                   | 7535      | Петро Костенко Київ                                                       | 7433      |

### Жінки
| Дисципліни             | Золото                                                                                   | Золото | Срібло                                                                        | Срібло | Бронза                                                                     | Бронза |
| ---------------------- | ---------------------------------------------------------------------------------------- | ------ | ----------------------------------------------------------------------------- | ------ | -------------------------------------------------------------------------- | ------ |
| 100 метрів             | Вікторія Дашенко Запорізька обл.                                                         | 11,6   | Лариса Сивоконь Харківська обл.                                               | 11,6   | Олена Потребенко Ворошиловградська обл.                                    | 11,7   |
| 200 метрів             | Ірина Ольховникова Запорізька обл.                                                       | 23,4   | Раїса Махова Дніпропетровська обл.                                            | 23,7   | Вікторія Дашенко Запорізька обл.                                           | 23,8   |
| 400 метрів             | Ірина Ольховникова Запорізька обл.                                                       | 52,8   | Наталія Цирук Київ                                                            | 53,6   | Тетяна Трегуб Черкаська обл.                                               | 54,2   |
| 800 метрів             | Ольга Вахрушева Донецька обл.                                                            | 1.58,3 | Любов Смолка Київ                                                             | 2.00,0 | Світлана Попова Харківська обл.                                            | 2.00,4 |
| 1500 метрів            | Любов Смолка Київ                                                                        | 4.02,0 | Тамара Коба Дніпропетровська обл.                                             | 4.06,3 | Тетяна Веремеєва Донецька обл.                                             | 4.09,0 |
| 3000 метрів            | Ірина Кропивницька Львівська обл.                                                        | 9.13,4 | Ганна Доморадська Київська обл.                                               | 9.18,0 | Марія Данилюк Чернівецька обл.                                             | 9.24,9 |
| 100 метрів з бар'єрами | Людмила Оринянська Київ                                                                  | 13,4   | Ірина Дерев'янко Дніпропетровська обл.                                        | 13,5   | Людмила Шурхал Донецька обл.                                               | 13,5   |
| 400 метрів з бар'єрами | Тетяна Зубова Київ                                                                       | 57,5   | Тамара Бєлишева Дніпропетровська обл.                                         | 59,0   | Тетяна Василенко Ворошиловградська обл.                                    | 59,3   |
| 4×100 метрів           | Ворошиловградська обл.Тетяна Малюванець Тетяна Пелюхно Тетяна Василенко Олена Потребенко | 46,3   | КиївЛюдмила Оринянська Є. Єгорова Н. Осадча Лідія Земляна                     | 46,4   | Кримська обл.Т. Абизова В. Лісовська А. Лісовська Є. Долгополова           | 47,1   |
| 4×200 метрів           | Донецька обл.                                                                            | 1.38,0 | Кримська обл.                                                                 | 1.38,3 | Дніпропетровська обл.                                                      | 1.38,5 |
| 4×400 метрів           | КиївН. Бровіна Тетяна Зубова Наталія Єршова Наталія Цирук                                | 3.41,8 | Дніпропетровська обл.Наталія Кислиця Тамара Бєлишева Н. Дубовська О. Деньгіна | 3.43,0 | Донецька обл.Н. Курінна С. Борибіна Валентина Середа Світлана Стефановська | 3.43,2 |
| 4×800 метрів           | Донецька обл.                                                                            | 8.36,9 | Волинська обл.                                                                | 8.40,4 | Харківська обл.                                                            | 8.43,2 |
| Стрибки у висоту       | Ніна Сербіна Київ                                                                        | 1,90   | Надія Осколок Київ                                                            | 1,86   | Ольга Бондаренко Ворошиловградська обл.                                    | 1,86   |
| Стрибки в довжину      | Ірина Паленко Дніпропетровська обл.                                                      | 6,51   | Антоніна Сергеєва Чернівецька обл.                                            | 6,28   | Галина Стукачова Харківська обл.                                           | 6,24   |
| Штовхання ядра         | Нуну Абашидзе Одеська обл.                                                               | 20,13  | Віра Кот Київ                                                                 | 18,55  | Людмила Девицька Ворошиловградська обл.                                    | 17,15  |
| Метання диска          | Наталія Бурлуцька Одеська обл.                                                           | 64,46  | Світлана Сухова Київська обл.                                                 | 59,60  | Людмила Гніденко Київ                                                      | 59,00  |
| Метання списа          | Любов Хусаїнова Харківська обл.                                                          | 55,26  | Олександра Коростильова Харківська обл.                                       | 53,32  | Галина Маслюк Черкаська обл.                                               | 52,26  |
| П'ятиборство           | Надія Ткаченко Донецька обл.                                                             | 4711   | Людмила Паламаренко Дніпропетровська обл.                                     | 4179   | Наталія Медведєва Одеська обл.                                             | 4108   |

## Інші чемпіонати
- Зимові чемпіони з метальних дисциплін були визначені 20-21 січня в Ворошиловграді в межах програми чемпіонату УРСР у приміщенні.
- Чемпіонат УРСР з марафонського бігу в межах програми Спартакіади УРСР був проведений 5 травня в Ужгороді серед чоловіків.
- Чемпіонат УРСР зі спортивної ходьби на 30000 метрів був проведений 5 жовтня у Києві та стадіоні «Темп».
- Чемпіонат УРСР з кросу був проведений окремо[джерело?].

### Чоловіки
| Дисципліни               | Золото                              | Золото       | Срібло                           | Срібло    | Бронза                             | Бронза    |
| ------------------------ | ----------------------------------- | ------------ | -------------------------------- | --------- | ---------------------------------- | --------- |
| Метання диска (зимовий)  | Віктор Журба Ворошиловградська обл. | 57,24        | Геннадій Тищенко Київ            | 58,90     | Володимир Зінченко Запорізька обл. | 55,36     |
| Метання молота (зимовий) | Сергій Іщенко Київ                  | 72,84        | Валерій Валентюк Харківська обл. | 70,00     | М. Пічугін ???                     | 67,58     |
| Крос                     |                                     |              |                                  |           |                                    |           |
| Марафон                  | Іван Ковальчук Вінницька обл.       | 2:18.18,2    | Віктор Семенов Київ              | 2:18.32,0 | Григорій Требух Львівська обл.     | 2:18.40,0 |
| Ходьба 30000 метрів      | Микола Удовенко Київ                | 2:08.16,0 NB | Віктор Чернов Житомирська обл.   | 2:13.37,0 | Борис Савчук Київська обл.         | 2:14.21,0 |

### Жінки
| Дисципліни              | Золото                                 | Золото | Срібло                        | Срібло | Бронза                | Бронза |
| ----------------------- | -------------------------------------- | ------ | ----------------------------- | ------ | --------------------- | ------ |
| Метання диска (зимовий) | Надія Мартинчук Ворошиловградська обл. | 54,44  | Марія Мокросноп Київська обл. | 51,14  | Людмила Гніденко Київ | 50,50  |
| Крос                    |                                        |        |                               |        |                       |        |